# Giả thuyết Elliott–Halberstam
Trong lý thuyết số, giả thuyết Elliott–Halberstam là giả thuyết về sự phân phối của các số nguyên tố trong cấp số cộng. Nó có nhiều ứng dụng trong lý thuyết sàng. Nó được đặt tên theo nhà toán học Peter D. T. A. Elliott và Heini Halberstam, và được phát biểu bởi họ vào năm 1968.
Để phát biểu giả thuyết cần một số ký hiệu sau:  Gọi {\displaystyle \pi (x)} là hàm đếm số nguyên tố nhỏ hơn hoặc bằng {\displaystyle x}.  Nếu {\displaystyle q} là số nguyên dương và {\displaystyle a} nguyên tố cùng nhau với {\displaystyle q}, thì ta gọi {\displaystyle \pi (x;q,a)} là số các số nguyên tố nhỏ hơn hoặc bằng {\displaystyle x} và bằng với {\displaystyle a} khi modulo {\displaystyle q}. Định lý Dirichlet trên các số nguyên tố trong cấp số cộng nói với chúng ta rằng
{\displaystyle \pi (x;q,a)\approx {\frac {\pi (x)}{\varphi (q)}}}
trong đó {\displaystyle \varphi } là hàm phi Euler.  Nếu ta định nghĩa hàm sai số
{\displaystyle E(x;q)=\max _{{\text{gcd}}(a,q)=1}\left|\pi (x;q,a)-{\frac {\pi (x)}{\varphi (q)}}\right|}
trong đó giá trị max được lấy trên tất cả giá trị {\displaystyle a} nguyên tố cùng nhau với {\displaystyle q}, thì giả thuyết Elliott–Halberstam khẳng định rằng với mọi {\displaystyle \theta <1} và {\displaystyle A>0}, tồn tại hằng số {\displaystyle C>0} sao cho
{\displaystyle \sum _{1\leq q\leq x^{\theta }}E(x;q)\leq {\frac {Cx}{\log ^{A}x}}}
với mọi {\displaystyle x>2}.
Giả thuyết mới chỉ chứng minh đúng cho mọi {\displaystyle \theta <1/2} và được chứng minh bởi Enrico Bombieri và A. I. Vinogradov (xem định lý Bombieri–Vinogradov, đôi khi được gọi ngắn đi là "định lý Bombieri"); kết quả này khá hữu dụng bởi nó là dạng trung bình của phỏng đoán Riemann tổng quát. Hiện người ta cũng biết giả thuyết sai tại điểm {\displaystyle \theta =1}.
Giả thuyết Elliott–Halberstam có một số hệ quả sau:  Một trong những hệ quả lớn nhất là kết quả của Dan Goldston, János Pintz, và Cem Yıldırım, chứng minh rằng (nếu giả sử giả thuyết này đúng) sẽ có vô số cặp số nguyên tố sai khác nhau tối đa 16. Trong tháng 11 năm 2013, James Maynard đã chứng minh rằng khi giả định giả thuyết Elliott–Halberstam, ta có thể chứng minh sự tồn tại của vô số cặp số nguyên tố sai khác nhau tối đa 12. Trong tháng 8 năm 2014, nhóm dự án Polymath chứng minh dưới giả thuyết Elliott–Halberstam tổng quát, ta có thể chứng minh có vô số cặp số nguyên tố sai khác nhau tối đa 6. Nếu không giả định bất cứ dạng nào của giả thuyết, cận nhỏ nhất thu được là 246.